# Johan Ludvig Reventlow
Johan Ludvig Reventlow (ur. 28 kwietnia 1751, zm. 1 marca 1801) – duński polityk i agronom.
Jego starszym bratem był Christian Ditlev Frederick, hrabia Reventlow (1748–1827). Johan Ludwig pomagał mu przygotować reformę agrarną, ponieważ podzielał jego ideały i zamiary ulżenia doli chłopów duńskich.
Razem, po zakończeniu studiów wyruszyli w Grand Tour przez Niemcy, Szwajcarię, Francję i Anglię by badać społeczne i rolne warunki w tych krajach.